# Lavilleneuve-au-Roi
Lavilleneuve-au-Roi è un comune francese di 502 abitanti situato nel dipartimento dell'Alta Marna nella regione del Grand Est.
È stato costituito il 1º gennaio 2012 per scorporo dal comune di Autreville-sur-la-Renne.